# Riccia vitrenosa
Riccia vitrenosa là một loài rêu trong họ Ricciaceae. Loài này được Perold mô tả khoa học đầu tiên.
Danh pháp khoa học của loài này chưa được làm sáng tỏ. 